# Zeta (cantante)
Javier Domínguez Gregorio (31 de agosto de 1973), conocido como Zeta, es un cantante, músico y maestro de música español. Es actualmente el cantante de su propia banda los inutiles de cocabonga, se le conoce por haber sido el vocalista principal de la banda Mägo de Oz, de 2012 a 2023, y también del grupo Al Otro Lado. Además de la música, es un aficionado a los videojuegos y ha llegado a colaborar como redactor para las revistas Nintendo Acción y Hobby Consolas. En 2018, lanzó un videojuego titulado Sockman.

## Biografía y carrera

### 1973-1995: Infancia e inicios
Javier Domínguez Gregorio nació el 31 de agosto de 1973 en España, teniendo cinco hermanos. Comenzó a tener gusto por la música al empezar a tocar un teclado. A los 16 años de edad, estuvo en su primer grupo musical, el cual se llamaba «Moa», en honor a las moas, un animal extinto. Estuvo en el conservatorio solo tres años, ya que no le dejaron tocar el piano. Hizo la carrera de maestro musical. En sus inicios, Leo Jiménez fue su profesor de canto.

### 1995-2012: Al otro lado
En 1995, Javier se integró como vocalista del grupo de hard rock «Jake Mate». La banda, que tenía sus orígenes en Leganés, España, publicó dos maquetas musicales, una de ellas titulada Al otro lado, y la otra Herederos de Castilla.
En 2003, el grupo fue ganador del concurso Unidos por el Metal, mismo que les permitió acceder a un contrato discográfico con la compañía «Rimer Rock». En este punto, los integrantes se vieron obligados a cambiar el nombre de la banda, pues «Jake Mate» ya estaba registrado por otra agrupación musical, por lo que se rebautizaron con el nombre de «Al otro lado». En 2004, sacaron su álbum homónimo. En 2009, el grupo lanzó su segundo álbum con el nombre De sueños y verdades, producido por el sello discográfico «Santo Grial Récords» y este mismo año fueron ganadores en la undécima edición de los premios «Los+Mejores» en la categoría de «grupo revelación».
En 2012, Javier fue escogido como nuevo vocalista de la banda Mägo de Oz, por lo que abandonó Al otro Lado.

### 2012-2023: Mägo de Oz

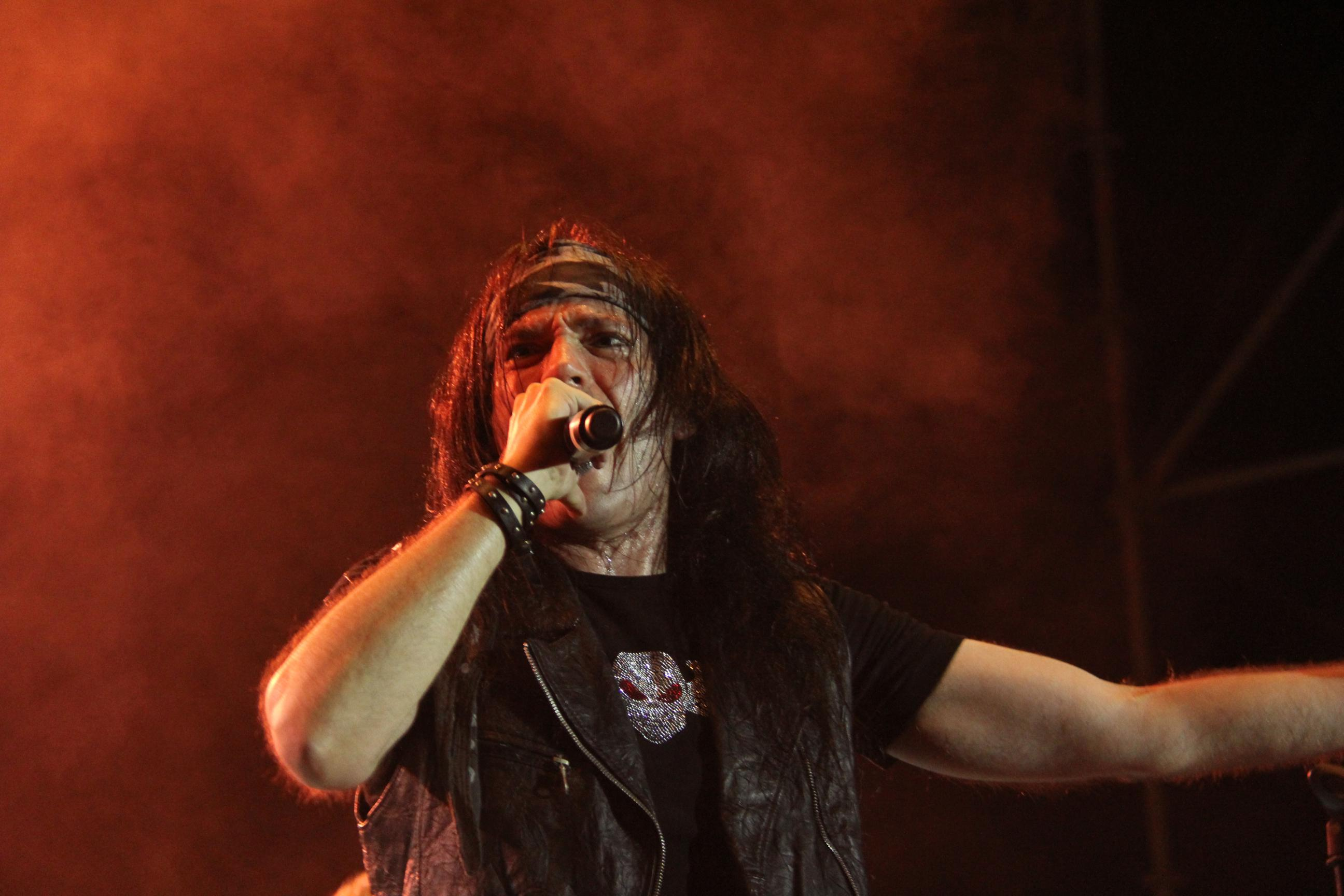
Zeta durante un concierto de Mägo

Tras la salida de José Andrëa en 2011, vocalista de la banda Mägo de Oz, se comenzó a hacer un casting para encontrar a una nueva voz principal. En 2012, la banda anunció que ya había escogido al nuevo integrante. El puesto primeramente se le ofreció a Leo Jiménez, pero este lo rechazó y en su lugar él mismo propuso a Javier, quien había trabajado para su escuela de canto en Madrid. Finalmente, en agosto de ese año se reveló a Javier como el nuevo vocalista de la banda. Luego de su llegada, comenzó a trabajar con el nombre de Zeta. Tuvo su primer concierto oficial con la banda el 8 de febrero de 2013 en Guatemala, presentando canciones del álbum Hechizos, pócimas y brujería. En 2021, su compañero y líder de la banda, Txus di Fellatio, reveló durante una entrevista que le ayudó a componer un disco en solitario durante la pandemia de COVID-19.
El 23 de junio de 2022, Zeta sufrió de una infección intestinal, por lo que al día siguiente, Mägo de Oz informó mediante un comunicado que los conciertos que tenían planeados a realizar en Sevilla y Cáceres como parte de Al Abordaje Tour habían sido cancelados. Esto último también se debió a que su compañera en la banda, Patricia Tapia, también se encontraba indispuesta por problemas de salud. Un mes después, el 30 de julio, se dio a conocer que Zeta estaba padeciendo de una protrusión en las vértebras con ciática, por lo que su tiempo fuera de acción se prolongaría, y por ende la banda tampoco pudo presentarse en el evento Leyendas del Rock 2022. El 30 de agosto, Zeta comunicó que había sido operado y su recuperación daría comienzo. El 17 de marzo de 2023, la página oficial de Mägo de Oz publicó un artículo en el que se anunciaba que Zeta salía de la banda debido a una recaída con sus problemas de salud. Sin embargo, el mismo día el cantante utilizó su cuenta de Twitter para declarar que se encontraba bien de salud, recuperado totalmente de sus problemas de espalda y esperando el inicio de su nuevo proyecto musical, dejando en duda las verdaderas razones que lo llevaron a salir del grupo.

### 2023: Z Legacy
El 25 de septiembre de 2023, Javier Domínguez, conocido artísticamente como Zeta, presentó su nuevo proyecto, un concepto musical innovador que busca alejarlo del folk-celta-rock que estuvo interpretando durante una década. Busca un ambiente sonoro más moderno, tecnológico e innovador, incluso en su proceso creativo. Este nuevo grupo, formado en colaboración con un equipo, en su mayoría mexicano, y producido de forma independiente, promete explorar nuevas fronteras musicales y ofrecer a sus fanáticos una experiencia única.
Z Legacy se dio a conocer con fuerza el 29 de septiembre del mismo año con el lanzamiento de su primera producción musical, titulada "El traidor". Zeta, junto con José Andrëa y Patricia Tapia, ha contribuido a la creación de un sonido distintivo que fusiona sus talentos individuales en una propuesta musical emocionante.
La formación muestra la versatilidad y la creatividad de Zeta como músico y creador, consolidando su posición como una figura influyente en la escena musical contemporánea.

## Otros medios
Una de las mayores aficiones de Javier son los videojuegos. Fue redactor jefe de la revista Nintendo Acción y colaboró con Hobby Consolas. En 2018, lanzó un videojuego para el sistema Windows XP titulado, Sockman.

## Vida personal
Javier es maestro de canto. Uno de los cantantes que admira es Michael Kiske. Entre sus bandas favoritas, se encuentran Guns N' Roses y Iron Maiden.

## Discografía

### Al otro lado
- Al otro lado (2004)[8]
- De sueños y verdades (2009)[9]

### Mägo de Oz
- Hechizos, pócimas y brujería (2012)[32]
- Celtic Land (2013)[33]
- Ilussia (2014)[34]
- Finisterra Opera Rock (2015)[35]
- Diabulus in Opera (2017)[36]
- Ira Dei (2019)[37]
- Bandera Negra (2021)[38]
- Love and Oz II (2022)[39]

### Zeta Legacy
- El Traidor (ft. José Andrëa y Patricia Tapia) (2023)
- Directo Al Cielo (2023)
- Los 1000 Guerreros (2023)
- Pegasus Fantasy (ft. Mauren Mendo) (2023)
- Hasta el último confín (ft. Patricia Tapia) (2024)
- Destino: Vega (Todos Somos Uno) (2024)
- La Diosa De Un Pueblo (La Tierra De Isis) (2024)
- Ángeles Fuimos (2024)
- Mi invierno eres tú (2024)
- Un nuevo día empieza hoy (2025)
- Siempre debemos luchar (la batalla de Tiamat) (2025)
- Un ser reptiliano (la Antártida) (2025)

### Colaboraciones
- Cita a Ciegas (2013; del álbum «Érase una vez... Un cuento al revés» de Perfect Smile)[40]
- Lengua de Plata (2014; del álbum «Alborea Parte I» de Alborea)[41][42]
- 2016: del álbum «Horizonte de Eventos» de Sacramento
  - Horizonte de Eventos[43]
  - Wallace[44]
- La procesión de los borrachos (2017; del álbum «Somnia» de Débler)[45]
- Tú y yo (2017; sencillo de la agrupación Now)[46]
- Profecías (2019; del álbum «Legión Séptimo Ángel» de Séptimo Ángel)[47]
- Queda Volar (2024; Sencillo de Braulio Jacob)
- Néb+ula (2024; Single de Lemuria)
- El Canto de las Lapas (Versión V Aniversario) (2024; Single reversionado del álbum homónimo de Abäk)
- Mi invierno eres tú (2024; Sencillo de Braulio Jacob)

## Giras

### Con Mägo de Oz
- 2013: Brujería, brujería (tan dentro del alma mía)
- 2014: Esta gira es un invierno (Salas o entras)
- 2015: ILUSSIA 3D, ÁCIDO TOUR ¿TE CREES QUE NO TE HE VISTO?
- 2016: Finisterra Opera Rock
- 2018: 30 Aniversario
- 2019: Apocalipsis Tour
- 2020: Tour Funeral
- 2021: Al Abordaje Tour

### Con Z Legacy
- 2024: 2074 Tour